# Alfons de Hauteville

Sudul Italiei în 1112.

Alfons (Alfonso, Anfusus) (n. cca. 1120 – d. 10 octombrie 1144), a fost un normand din dinastia Hauteville, devenit principe de Capua de la 1135 până la moarte.
Alfons era cel de al treilea fiu al regelui Roger al II-lea al Siciliei cu prima sa soție, Elvira de Castilia. El a primit numele după bunicul său pe linie maternă, regele Alfonso al VI-lea al Castiliei.
Cu toate că data nașterii sale este necunoscută, el avea vârsta necesară pentru a duce războaie pentru a se menține la conducerea unui principat, atunci când, în 1135, tatăl său i-a acordat Principatul de Capua, detronându-l astfel pe principele de atunci, răsculat împotriva sa, Robert al II-lea, din dinastia Drengot. Roger al II-lea l-a numit pe cancelarul său Guarin să acționeze ca administrator al lui Alfons. Aceste măsuri au adus Capua în sfera de influență a puterii familiei Hauteville. În 25 iulie 1139, în virtutea tratatului de la Mignano, Alfons a obținut recunoașterea papală din partea lui Inocențiu al II-lea.
La moartea ducelui Sergiu al VII-lea de Neapole, care deschisese porțile orașului în fața lui Roger, Alfons a fost ales duce de Neapole. În aprilie 1140, împreună cu fratele său mai mare, Roger al III-lea, pe care tatăl lor îl numise duce de Apulia și Calabria, Alfons a invadat Abruzzo, cucerind un larg teritoriu al acestei regiuni, inclusiv importantul oraș costier Pescara. El și-a extins stăpânirea ajungând până la râul Tronto. Alfons a murit în 10 octombrie 1144, în timpul unei a doua invazii alături de fratele său, de această dată în Latium, împotriva papei Lucius al II-lea, în cadrul căreia cei doi normanzi au ajuns până la Rieti și Cagnano Amiterno.